# Notiosorex
Notiosorex là một chi động vật có vú trong họ Chuột chù, bộ Soricomorpha. Chi này được Coues miêu tả năm 1877. Loài điển hình của chi này là Sorex (Notiosorex) crawfordi Coues, 1877.

## Các loài
Chi này gồm các loài: